# Chichonal Nopalapa
Chichonal Nopalapa är en ort i Mexiko.   Den ligger i kommunen Minatitlán och delstaten Veracruz, i den sydöstra delen av landet, 500 km öster om huvudstaden Mexico City. Chichonal Nopalapa ligger 21 meter över havet och antalet invånare är 269.
Terrängen runt Chichonal Nopalapa är platt. Runt Chichonal Nopalapa är det ganska glesbefolkat, med 29 invånare per kvadratkilometer. Närmaste större samhälle är Hidalgotitlán, 14,8 km väster om Chichonal Nopalapa. Omgivningarna runt Chichonal Nopalapa är en mosaik av jordbruksmark och naturlig växtlighet.